# Lill-Strultjärnen
Lill-Strultjärnen är en sjö i Bergs kommun i Jämtland och ingår i Indalsälvens huvudavrinningsområde.